# Broadcastpaket
Broadcastpaket är datapaket adresserade till alla datorer på nätverket. Termen används bl.a. för IP- och ethernet-paket.
Ifråga om IP-paket är broadcast-trafik antingen adresserad till adressen 255.255.255.255, som avser alla datorer på det lokala nätsegmentet, eller till ett givet näts broadcast-adress, exempelvis 192.168.0.255 för nätet 192.168.0.0/24. Den senare typens paket brukar stoppas av routrar för att inte tillåta lätta överbelastningsattacker, där ett fåtal paket kan blockera nätsegmentet ifråga genom massiv svarstrafik.
Broadcast-trafik används för att utreda vilka datorer eller servrar av en viss typ som finns på nätet, för att få information av alla datorerna, för att delge alla datorer information eller då den rätta adressen inte är känd.

## Exempel på användning
- IP-trafik över ethernet förutsätter att avsändaren känner till mottagarens ethernet-adress eller använder ethernet-broadcast. Normalt används ethernet-broadcast då mottagaren först skall kontaktas, varefter ethernet-adressen hålls lagrad så länge kommunikationen pågår och någon tid därefter. Se ARP (Address Resolution Protocol), RFC 826.

- DHCP använder IP- och ethernet-broadcast då en klient försöker hitta en server som kan tilldela den en IP-adress.

- I Microsofts SMB-protokoll utannonseras tjänster i allmänhet genom broadcast på det lokala nätet.